# Signora Ava
Signora Ava è un romanzo di Francesco Jovine, pubblicato nel 1942. Il romanzo è ambientato in Molise, tra il 1859 e il 1860, alla vigilia dell'Unità d'Italia e della fine del regno borbonico. Il romanzo è incentrato sulle figure di una famiglia di benestanti e di un parroco di campagna attorniato da vari personaggi di ogni ceto sociale soprattutto contadini. Il titolo è ispirato a una filastrocca dell’epoca: “Al tempo di ‘gnora Ava…”, cioè in un tempo fiabesco.

## Trama
La storia è divisa in due parti di quindici capitoli. Nella prima si mostra la tranquilla vita del paesello di Guardialfiera, oggi in provincia di Campobasso. Il paese benché amministrato da una municipalità, è ancora in parte controllato da don Giovannino "il Colonnello" De Risio, uno dei “galantuomini” proprietari terrieri locali, vecchio ufficiale degli eserciti di Napoleone e direttore della scuola. La vita trascorre tranquilla e lenta, con le consuete ritualità.
Il prete di campagna don Matteo, amico e ammiratore del “colonnello” De Risio, è un uomo dalle idee diverse, anche se molto timido e ingenuo, e per questo è osteggiato dalla gente, dalla diocesi e anche dai potenti. Altro personaggio centrale è il campagnolo Pietro Veleno, servo dei De Risio, innamorato della giovane Antonietta De Risio. Don Matteo prende in custodia Pietro, insegnandogli a dire messa e a far di conto. 
La prima parte del romanzo si svolge in questo ambiente dove regnano la calma e il totale immobilismo, quasi preparatori degli eventi che provocheranno rivolgimenti sociali e politici drastici e porteranno la comunità di Guardialfiera nel panorama più ampio delle lotte d'indipendenza per il Regno d'Italia.
Nella seconda parte giunge l'anno 1860, la gente agitata a Guardialfiera riporta le notizie di un'impresa dei Mille comandata da un generale sconosciuto, che combatte per un re straniero contro la monarchia borbonica, che intende conquistare tutta l'Italia. 
I giovani galantuomini, figli di possidenti sono subito attratti dalle promesse di riscatto sociale e di rinnovamento contro la tirannia borbonica e si arruolano tra i garibaldini o nella guardia nazionale.
Diversa è la scelta dei contadini, che stanno a guardare gli eventi o addirittura si schierano con i soldati borbonici sbandati; tra questi ultimi Pietro Veleno con Carlo Antenucci, che seguono un piccolo reparto guidato da un comandante arrangiato detto "il Sergentello", reduce dell'esercito borbonico.
Pietro vede mutata la sua condizione, diventa un soldato che impara a usare le armi, a uccidere e saccheggiare, arrivando all'azione mai immaginata di depredare anche un convento ove ritrova Antonietta, che convince a seguirlo nella sua vita di banditismo, per scappare e arrivare a Roma presso la Santa Sede, dove spetta loro il diritto di asilo. 
In questa seconda parte Jovine ricorda anche battaglie decisive che hanno visto coinvolto il Molise, come il massacro di Isernia dell'autunno 1860, o la battaglia finita in carneficina di Pettoranello.
La fuga dei due amanti, cui si è unito Don Matteo, è interrotta a pochi passi dal confine con lo Stato Pontificio ma il finale resta aperto.
L'opera di Jovine, alla pari de Il Gattopardo di Tomasi di Lampedusa, risulta essere una rappresentazione di un processo di unificazione nazionale mai avvenuta nelle menti, ma solo al livello politico, soffermandosi sull'onda di patriottismo cieco che invade una piccola comunità quale quella di Guardialfiera, incapace e non ancora pronta per imprese guerresche, soffermandosi anche sulla violenza dell'esercito piemontese nei confronti dei fuoriusciti molisani.

## Trasposizione
Nel 1975 è uscito uno sceneggiato Rai in 3 puntate, dal titolo Signora Ava, regia di Antonio Calenda, con Amedeo Nazzari.